# دياني غولدستاين
دياني غولدستاين (بالإنجليزية: Diane Goldstein) هي مؤرخة أمريكية، ولدت في 18 ديسمبر 1956.